# The Committee
Pour plus de détails, voir Fiche technique et Distribution.
The Committee est un film indépendant britannique réalisé par Peter Sykes et sorti en 1968. Sa bande originale contient des morceaux rarissimes de Pink Floyd et une chanson d'Arthur Brown intitulée Nightmare.

## Synopsis
Un jeune homme sans nom (interprété par Paul Jones) est à bord d'une Mercedes noire conduite par un type qui l'a pris en stop et qui ne cesse de parler. La voiture tombe en panne. Le chauffeur examine le moteur. L'homme sans nom le décapite avec le capot puis recoud la tête du chauffeur qui se réveille, reprend le volant et s'en va.
Dix ans plus tard, le jeune homme qui travaille dans une entreprise d'architecture, est convoqué par The Committee, un groupe de 300 personnes supposé diriger le monde et qui, en réalité, ne font rien. Ils se réunissent dans une villa où ils accueillent les personnes convoquées. Le jeune homme sans nom se demande ce qu'il fait là. Il croise le chauffeur qui ne le reconnaît pas. Il soupçonne que c'est peut-être à cause de ce qu'il a fait au chauffeur autrefois. Un concert-performance advient (Arthur Brown)
Convoqué par le directeur, le jeune homme part avec lui se promener tout en discutant de l'homme décapité. Ils se retrouvent dans une église en ruine. Le directeur lui pose une série de questions énigmatiques. Le jeune homme reconnaît qu'il a du mal à trouver sa place dans la société.
De retour à la villa, il décide de partir avec une jeune femme à bord d'une petite voiture. En roulant, la conductrice lui demande : « Jouez-vous au bridge ? ».

## Fiche technique
- Titre : The Committee
- Réalisation : Peter Sykes
- Scénario : Peter Sykes et Max Steuer d'après sa nouvelle
- Musique : Pink Floyd — 5 extraits
- Photographie : Ian Wilson (noir et blanc, format 16 mm)
- Montage : Peter Elliott
- Production : Max Steuer
- Société de production : Craytic
- Pays :  Royaume-Uni
- Genre : Drame, fantastique et film musical
- Durée : 58 minutes
- Dates de sortie : 
  -  Royaume-Uni : 1968

## Distribution
- Paul Jones : personnage principal (sans nom)
- Tom Kempinski : la victime
- Jimmy Gardner : le chef de service
- Robert Langdon Lloyd : le directeur du Comité
- Arthur Brown : lui-même
- Pauline Munro : la fille